# Feralia (feest)
De Feralia waren een van de belangrijke feesten van het oude Rome in de maand februari. Naast de Feralia waren er ook de Parentalia, Caristia en Terminalia. De Feralia werden op 21 februari ter afsluiting van de Parentalia gevierd.
In tegenstelling tot de Parentalia, die bestemd waren voor persoonlijke devotie voor de familiedoden, was er op de Feralia een publieke ceremonie. De Feralia behoorde, in tegenstelling tot de parentalia, tot de feriae publicae (openbare feesten) en stond in de staatskalender. Het was dé dag van de doden in de Romeinse religie (een beetje vergelijkbaar met Allerheiligen en Allerzielen). De offers gedaan tijdens de Feralia, waren dezelfde als tijdens de Novemdiale. Dit is de ceremonie die gehouden werd op de 9e dag van de rouwtijd. Er werden enkele bloemen, wat vruchten en zout op het graf gelegd. Dit sluit echter niet uit dat er door de rijken luxueuzere offers werden gedaan. Waarschijnlijk gingen deze rituelen gepaard met heel wat bijgeloof. Zo beschrijft Ovidius een offer gedaan in naam van een groep jonge meisjes, door een oude tovenares. Hoe de Feralia van staatswege beoefend werden, is niet overgeleverd. De etymologie van het woord is onzeker. Waarschijnlijk komt het van het Latijnse werkwoord ferre, wat “aanbrengen” betekent. Het woord is zeker verwant met het Latijnse woord inferi want de offers aan de Manes werden inferiae genoemd.